# Практична стрільба
Практична стрільба — вид стрілецького спорту, на меті якого стоїть вивчення та відпрацювання вправ, що найбільш можливо відповідають різноманітним випадкам застосування вогнепальної зброї.
Маючи бойове походження, цей вид спорту зазнав істотних змін, але досі залишається серед прикладних в багатьох підрозділах спеціального призначення.
Гаслом практичної стрільби є: лат. Diligentia — Vis — Celeritas (Точність — Потужність — Швидкість) — тобто спортсмен має влучно і швидко стріляти з потужної зброї.

## Організація змагального процесу
Стрілецька майстерність оцінюється як баланс трьох основних складових:
- Точність — враховується як кількість очок, що обчислюють за влучення у мішені і штрафи;
- Потужність — застосування потужнішої зброї заохочується більшою кількістю очок, що нараховують за влучення у залікові зони мішеней;
- Швидкість — враховується як час від стартового сигналу до останнього пострілу;

Сума очок за поразку всіх мішеней поділена на час виконання — називають хіт-фактор, який по суті і є результатом вправи. Стрілець, що має найбільший хіт-фактор — перемагає в даній вправі і отримує найбільшу кількість очок яку можливо набрати на вправі. Решта учасників змагання на вправі отримують очки відповідно до процентного співвідношення свого хіт-фактора до хіт-фактора найкращого на вправі спортсмена.
Змагання з декількох вправ виграє спортсмен, який набрав більшу кількість очок. Для більшої наочності набраним очкам найкращого стрільця встановлюється значення в 100%, а інші результати пропорційно перераховують у відсотки, що створює своєрідний рейтинг.

## Відмінності від інших видів стрілецького спорту
Чи не найбільшою відмінністю практичної стрільби від інших видів стрілецького спорту є різноманітність вправ: для кожної вправи в будь-якому змаганні готується, згідно інструкції: нове розташування мішеней, новий набір перешкод і умов виконання. Застосування стандартних вправ обмежене лише кваліфікаційними змаганнями.
Мішені : залікові, штрафні та бонусні в тому числі й такі, що мають поверхні, які заборонено вражати — розташовані таким чином, аби надати можливість стрільцю показати навички точної та швидкісної стрільби в ситуації, наближені до реального застосування зброї. Розташування мішеней обмежене:
- безпечними напрямками стрільби;
- відстанню ймовірного рикошету;
- далекобійністю зброї.

Розташовувані на стрільбищі перешкоди можуть:
- скеровувати рух або обмежувати переміщення стрільця в ході вправи;
- обмежувати видимість мішеней;

Однією з головних умов створення і виконання вправ є вільний стиль — стрільцю не можна наказувати виконувати вправу у певному порядку, однак:
- може бути вказане вихідне положення як зброї, так і самого стрільця,
- будь-яка мішень (або навіть елемент обладнання стрільбища) може відкривати або приводити в дію іншу мішень.
- крім того, через перешкоди та/або обмежена видимість мішеней, стрілець може бути вимушений зайняти те чи інше положення для стрільби.

Таким чином, майже будь-яка вправа вимагає від стрільця швидкісного заряджання зброї, швидких переміщень, ведення вогню в різних незручних положеннях або навіть в русі, що робить практичну стрільбу досить видовищним і динамічним видом спорту.

## Вимоги безпеки
Величезна увага у практичній стрільбі приділяється безпеці стрільців і глядачів. Безпека забезпечується підготовкою вправ і контролем за станом зброї, крім того учасники змагання під час знаходження на стрільбищі повинні використовувати захист органів зору і слуху. Для глядачів обов'язкове застосування захисту органів зору. До використання на змаганні допускається тільки справна зброя з відповідними правилами технічними характеристиками; калібр, конструкція, тип патронів, зусилля на спусковому гачку необхідне для здійснення пострілу.
За порушення техніки безпеки визначена єдина санкція — дискваліфікація з змагання.
Це може статись за наступних умов:
- Випадковий постріл;
  - Постріл, виконаний вище переднього або бокового кулезахисного валу,
  - Постріл, що влучає в землю на відстані ближче 3 метрів від спортсмена,
  - Постріл, що стався під час заряджання, розряджання або перезарядження зброї,
  - Постріл, що стався під час дій з усунення несправності зброї,
  - Постріл, що стався при переміщенні зброї з однієї руки в іншу,
  - Постріл, що стався під час руху,
- Небезпечне поводження зі зброєю;
  - Скеровування ствола зброї в протилежний від мішені бік, або перетин ним стандартних або спеціально встановлених для даної вправи кутів безпеки,
  - Якщо під час виконання вправи спортсмен упустить свою зброю, не залежно заряджена вона чи ні,
  - Вихоплення і приміщення пістолета в кобуру під час проходження тунелів,
  - Направлення ствола зброї на будь-яку частину тіла спортсмена під час виконання ним вправи,
  - Носіння або використання більш ніж однієї одиниці зброї під час виконання вправи,
  - Знаходження пальця всередині обмежувальної скоби спускового гачка під час усунення несправності,
  - Знаходження пальця всередині обмежувальної скоби спускового гачка під час заряджання, перезаряджання або розрядження,
  - Розміщення пальця всередині обмежувальної скоби спускового гачка під час руху,
  - Маніпуляції в Зоні Безпеки зі спортивними або холостими патронами,
  - Наявність у стрільця зарядженої зброї поза вправи,
  - Підняття спортсменом зброї що впала. (Зброю піднімає лише суддя)
  - Використання заборонених або небезпечних набоїв,
- Неспортивна поведінка,
- Використання заборонених речовин.

## Зброя і боєприпаси
У практичній стрільбі існують три види зброї, іменованих дисциплінами:
- «Пістолет»;
- «Рушниця»;
- «Карабін»;

Дисципліни, в свою чергу, діляться на класи:
Для пістолета;
- «Серійний» — користуватись можна лише пістолетами, переліченими на вебсайті МКПС. Пістолети з УСМ одинарної дії категорично заборонені,
- «Стандартний» — самозарядний пістолет в положенні готовності, зі вставленим порожнім магазином повинен повністю входити в еталонний ящик, з внутрішніми розмірами 225x150x45 мм (з відхиленнями +1 мм, — 0 мм). Серійні зразки з механічними прицільними пристосуваннями, дозволяється заміна неосновних частин,
- «Револьвер» — в цьому класі використовуються револьвери з обмеженими модифікаціями,
- «Відкритий» — будь-які самозарядні пістолети в тому числі і прототипи, з будь-якими модифікаціями у вигляді портів, компенсаторів, оптико-електронних прицільних пристосувань,
- «Класичний» — самозарядні серійні пістолети на базі Colt 1911 з однорядним магазином. У Росії також дозволені пістолети на базі ПМ.

Мінімальний калібр пістолетного патрона — 9 × 19 мм.
Для рушниці;
- «Стандартний» — Самозарядна рушниця з трубчастим підствольним магазином, механічними прицільними пристосуваннями. На старті в рушниця може бути не більше 9 патронів,
- «Стандартний з ручною перезарядкою (помпа)» — така ж рушниця, як і в класі стандарт тільки з перезаряджанням за рахунок сили стрільця;
- «Модифікований» — самозарядна рушниця з трубчастим підствольним магазином, механічними прицільними і обмежена довжиною в 1320 мм. На старті в рушниці може бути не більше 14 патронів. Дозволено вносити зміни або пристосування до основи зарядного вікна для полегшеного заряджання. Такі модифікації або пристосування не повинні перевищувати 75 мм в довжину і не повинні виступати більше ніж на 32 мм в будь-яку сторону від ствольної коробки. Так само дозволені компенсатори, порти, полум'ягасники і використання прототипів,
- «Відкритий» — будь-яка самозарядна рушниця обмежена довжиною 1320 мм. Дозволені відокремлені або трубчасті поворотні магазини, компенсатори, порти, полум'ягасники, оптико-електронні прицільні пристосування. Для рушниць з трубчастим магазином дозволені модифікації до вікна приймача для прискорення заряджання. (Спідлоадери не більше 6 патронів). На старті в рушниці з трубчастим підствольним магазином може бути не більше 14 патронів. У коробчатому відокремленому магазині на старті може бути не більше 10 патронів. Дозволено використовувати магазини на 12 набоїв.

Мінімальний калібр для рушниць — 20 калібр.
Для карабіна;
- «Стандартний» — серійний самозарядний карабін з полум'ягасником або дульними гальмами обмеженого розміру. Оптичні приціли заборонені.
- «Відкритий» — самозарядний карабін з оптичними прицільними пристосуваннями, сошками, без обмежень по ДТК, полум'ягасником і компенсаторам віддачі.
- «Стандартний з ручним перезаряджанням» — Серійний карабін, з перезаряджанням за рахунок сили стрільця, без полум'ягасників і компенсаторів віддачі. Місткість магазина: 5 патронів. Оптичні приціли заборонені.
- «Відкритий з ручним перезаряджанням» — карабін з перезаряджанням за рахунок сили стрільця, з оптичними прицільними пристосуваннями, сошками, без обмежень по ДТК, полум'ягасником і компенсатором віддачі.

Мінімальний калібр патрона для карабіна не обмежений правилами.
Крім того, всі боєприпаси використовуваної зброї обмежуються т. н. коефіцієнтом потужності.